# 大澤幹朗
大澤 幹朗（おおさわ みきお、1973年9月22日 - ）は、日本のアナウンサー、リポーター、ナレーター。千葉県市原市出身。身長168cm、血液型はB型。圭三プロダクション所属。

## 略歴
- 1989年 - 昭和学院秀英高等学校入学[3]。
- 1992年 - 昭和学院秀英高等学校卒業[3]。
- 1993年4月 - 早稲田大学商学部入学（一浪）[3]。
- 1997年3月 - 早稲田大学商学部卒業[3]。
- 1997年4月 - IBC岩手放送入社[3]。
- 2003年 - フリー。圭三プロダクション所属[3]。
- 2009年 - 舞台女優の半田裕子と結婚[4]。

## 人物
小学4年生の時にアナウンサーの扇一平の憧れや古舘伊知郎のプロレス実況を機にアナウンサーを目指すようになる。一家全体はスポーツが大好きであり、スポーツ実況をよく見ていたこともあり、漠然とスポーツアナウンサーへの憧れがあったという。早稲田大学ではアナウンス研究会に所属。
IBC岩手放送にアナウンサーとして入社、主に岩手競馬、高校野球、高校ラグビー、みちのくプロレス、トライアスロン、陸上（マラソン、駅伝）、ゴルフ、バレーボール等のスポーツ中継、ラジオ音楽番組のディスクジョッキーを担当。
2003年のフリー転向後はテレビ埼玉の『プロ野球』（埼玉西武ライオンズ戦）、『スーパーJリーグマッチ』（浦和レッズ戦）、WOWOWの『UEFA EURO』（2004・2008）、リーガ・エスパニョーラ、ブンデスリーガの野球、サッカー、中央競馬、ボウリング等のスポーツ実況中継・司会、NHK教育の『天才てれびくんMAX』（2004年度 - 2009年度）、『シャキーン!』等のバラエティ番組、NHK・BS1の『NHK BSニュース』『 きょうの世界』『国際報道2014』等の報道番組での実況、司会、リポーター、ナレーション、ボイスオーバーを手掛ける。
高校の同級生に将棋棋士の木村一基がいる。

## 出演番組

### IBC岩手放送
- 高校野球岩手県大会（IBC岩手放送テレビ）実況
- 高校ラグビー（IBC岩手放送テレビ）実況
- みちのくプロレス（IBC岩手放送テレビ）実況
- 岩手競馬中継（IBC岩手放送テレビ）実況
- 東日本社会人ラグビー（IBC岩手放送テレビ）リポーター
- 大学ラグビー（IBC岩手放送テレビ）リポーター
- 釜石国際トライアスロン（IBC岩手放送テレビ）実況
- 一関〜盛岡間 駅伝競走（IBC岩手放送テレビ）中継車実況
- 一関国際ハーフマラソン（IBC岩手放送テレビ）メイン実況
- 岩手県アマチュアゴルフトーナメント（IBC岩手放送テレビ）実況
- 岩手県家庭婦人バレーボール（IBC岩手放送テレビ）実況
- シャッフルビートF（IBC岩手放送ラジオ）パーソナリティー

### フリー
- リーガ・エスパニョーラ（WOWOW）実況
- UEFAチャンピオンズリーグ（WOWOW）実況
- UEFAヨーロッパリーグ（WOWOW）実況
- UEFA EURO 2004、2008、2012、2016、2020（WOWOW）実況
- ブンデスリーガ（WOWOW放映当時）実況
- スーパーJリーグマッチ（テレビ埼玉）実況
- 中央競馬全レース中継土曜午前（グリーンチャンネル）司会進行
- 中央競馬中継WEST(グリーンチャンネル)キャスター
- 競馬展望プラス・関東編（千葉テレビ放送・テレビ埼玉・テレビ神奈川）司会
- 夏の高校野球埼玉大会（テレビ埼玉）実況
- 高校ラグビー埼玉県選手権（テレビ埼玉）実況
- シニアプロボウリングトーナメント（東京メトロポリタンテレビジョン）実況
- SASUKE マニア（TBS）実況
- 天才てれびくんMAX（NHK教育）
  - 紙フトタッチダウン（2004年 - 2009年）実況
  - スーパーディスクシューター（2009年 - 2010年）実況
  - エンタの王道〜楽して学ぼう〜（2009年 - 2010年）理事長
- シャキーン!（NHK教育）
  - 音相撲（2009年4月 - ）実況
  - 全問正解クイズ（2012年 - ）司会
- 中学ラグビー（テレビ埼玉）
- 高校ラグビー（テレビ埼玉）
- NHK BSニュース きょうの世界（NHK・BS1）ナレーション
- ワールドWaveトゥナイト（NHK・BS1）ナレーション
- 摩訶!ジョーシキの穴（日本テレビ）リポーター
- アスリートの肖像（日テレGプラス）ナレーション
- やっぱりみなとぐぐっとGood(みなとCATV)ナレーション
- REDS NAVI(テレビ埼玉)司会
- 国際報道(2014年 - 、NHK・BS1)ナレーション、ボイスオーバー
- ニュースアナウンサー 火曜日夜勤（アール・エフ・ラジオ日本）
- 体育の日スペシャル（文化放送）パーソナリティー
- ラジオ日本ニュースライン（アール・エフ・ラジオ日本）ニュースアナウンサー
- アテネ・オリンピック速報（民放ラジオ局101社）パーソナリティー
- 2016凱旋門賞前哨戦中継 (グリーンチャンネル、2016年9月11日 - 9月12日)番組進行 - 色紙千尋とWキャスト。
- チャンスの時間（2018年4月18日– 、AbemaTV）[9] - 実況
- 東京2020オリンピック（NHK Eテレ）中継スケジュールと応援メッセージのアナウンスを担当
- 東京2020パラリンピック（NHK Eテレ）中継スケジュールと応援メッセージのアナウンスを担当
- FOGDOG 第5話（2025年8月19日、読売テレビ）